# Janneke Ensing

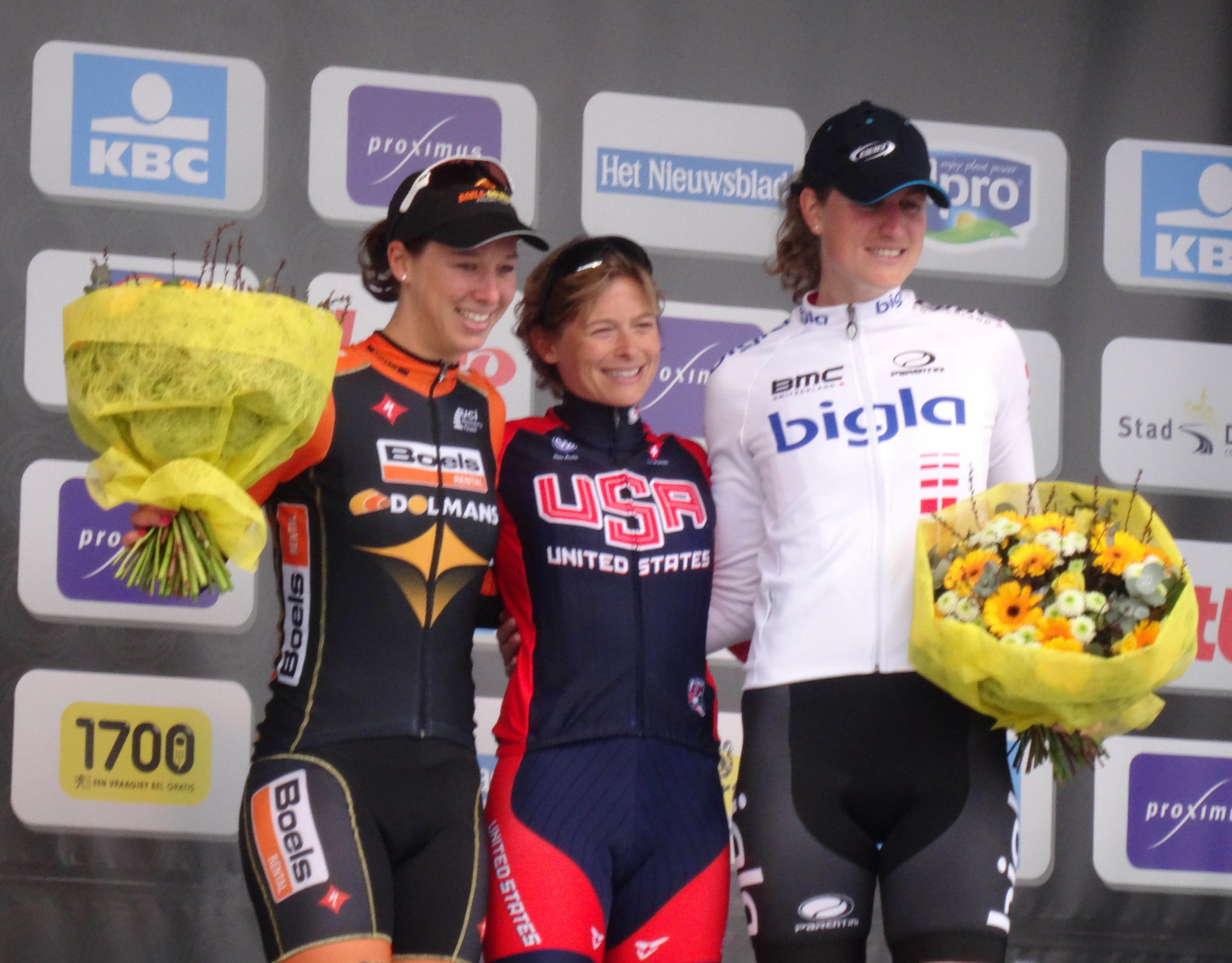
Janneke Ensing, a la izquierda, como segunda de la Gante-Wevelgem 2014 -también fue segunda en 2015-.

Janneke Ensing (Gieten (Aa en Hunze), 21 de septiembre de 1986) es una patinadora de velocidad sobre hielo y ciclista neerlandesa que debutó como ciclista profesional en 2009.

## Trayectoria deportiva

### Patinaje sobre hielo
Como juvenil aún mantiene el récord del mundo de su categoría de persecución por equipos junto a Annette Gerritsen e
Ireen Wüst en 2004. Comenzó destacando como patinadora en diversas pruebas nacionales desde el 2005 aunque no comenzó a cosechar sus primeras medallas hasta el 2014 en al disciplina de "mass start" incluso en pruebas de la Copa del Mundo.

### Ciclismo
Como ciclista comenzó destacando en pruebas nacionales en 2007 y 2008. En 2009 subió al profesionalismo con el equipo Hitec Products UCK en el que consiguió su primera victoria en una carrera amateur de su país. En 2010 fichó por un potente equipo amateur, que posteriormente en 2011 subió al profesionalismo, del Dolmans Landscaping en el que fue la mejor corredora del equipo en el Ranking UCI y además siguió destacando en el calendario amateur de su país, con 2 victorias. Cuando ese equipo subió al profesionalismo, en 2011, también destacó en alguna prueba profesional. Aunque su mala temporada 2012 hizo que tuviese que fichar por un humilde equipos amateur para el 2013.
De nuevo, en 2014, fichó de nuevo por el Boels-Dolmans y mejoró sus resultados del 2011, al ser por ejemplo segunda en la Gante-Wevelgem y debutando incluso en el Giro de Italia Femenino aunque abandonaría la prubea italiana en la octava etapa. En 2015 fichó por el Parkhotel Valkenburg y consiguió su primera medalla profesional al ser 2.ª en el Campeonato de los Países Bajos en Ruta 2015. En 2017, debido a sus buenos resultados, fichó por el Alé Cipollini y en su primera carrera con el equipo fue 2.ª en el Tour Down Under Femenino, en gran parte gracias al segundo puesto obtenido en la primera etapa.
En octubre de 2021 se retiró tras trece años de profesional para ejercer de nutricionista.

## Palmarés
2016
- 2.ª en el Campeonato de los Países Bajos en Ruta

2017
- 1 etapa del Boels Rental Ladies Tour
- 1 etapa del Premondiale Giro Toscana Int. Femminile-Memorial Michela Fanini

2018
- Le Samyn des Dames

## Resultados en Grandes Vueltas y Campeonatos del Mundo
Durante su carrera deportiva consiguió los siguientes puestos en las Grandes Vueltas femeninas y en los Campeonatos del Mundo en carretera:
| Carrera         | Carrera         | 2009 | 2010 | 2011 | 2012 | 2013 | 2014 | 2015 | 2016 | 2017 | 2018 | 2019 | 2020 | 2021 |
| --------------- | --------------- | ---- | ---- | ---- | ---- | ---- | ---- | ---- | ---- | ---- | ---- | ---- | ---- | ---- |
|                 | Giro de Italia  | —    | —    | —    | —    | —    | Ab.  | —    | —    | 13.ª | —    | 19.ª | —    | 63.ª |
|                 | Tour de l'Aude  | —    | —    | X    | X    | X    | X    | X    | X    | X    | X    | X    | X    | X    |
|                 | Grande Boucle   | —    | X    | X    | X    | X    | X    | X    | X    | X    | X    | X    | X    | X    |
| Mundial en Ruta | Mundial en Ruta | —    | —    | —    | —    | —    | —    | —    | —    | 26.ª | 69.ª | —    | —    | —    |

—: no participa

Ab.: abandono
X: ediciones no celebradas

## Equipos
- Team Hitec Products UCK (2009)
- Dolmans (2011-2012)
  - Dolmans-Boels Cycling Team (2011)
  - Dolmans-Boels Cycling Team (2012)
- Boels Dolmans Cycling Team (2014)
- Parkhotel Valkenburg Continental Team (2015-2016)
- Alé Cipollini (2017-2018)
- Team Sunweb (01.2019-05.2019)
- WNT-Rotor Pro Cycling (05.2019-12.2019)
- Mitchelton/BikeExchange[14] (2020-2021)
  - Mitchelton Scott (2020)
  - Team BikeExchange Women (2021)